# Kościół Matki Bożej Pocieszenia w Bielsku-Białej
Kościół Matki Bożej Pocieszenia – rzymskokatolicki kościół parafialny należący do dekanatu Bielsko-Biała III – Wschód. Znajduje się w dzielnicy Straconka.
Jest to świątynia wzniesiona w latach 1872–1875 według projektu architekta Andrzeja Walczoka. Rozbudowana i powiększona została o wieżę w 1889 roku również według projektu A. Walczoka. Kościół jest jednonawowy, orientowany, reprezentuje styl neogotycki. Wyposażenie budowli pochodzi z końca XIX wieku i XX wieku, było wielokrotnie modernizowane. Do najważniejszych jego elementów należą: rzeźba Madonny z Dzieciątkiem (w pełnej postaci), gotycka, wykonana na przełomie XV/XVI wieku i pochodzi z kręgu snycerki śląskiej, obraz „Matka Boża Pocieszenia” namalowany w XVII wieku, obraz „Św. Stanisław Biskup i Piotrowin” namalowany około 1876 roku przez słowackiego malarza Piotra Bohuna z Białej, figura gipsowa Matki Bożej Pocieszenia wykonana na początku XIX wieku, monstrancja wykonana pod koniec XIX wieku, w prezbiterium – dwa okna witrażowe przedstawiające Matkę Bożą z Dzieciątkiem oraz Chrystusa Dobrego Pasterza, umieszczona we wnęce z lewej strony nawy współczesna „Golgota”, przedstawiająca Maryję i św. Jana Apostoła pod Krzyżem, wykonana przez Mieczysława Hańderka, z prawej strony, pod chórem – drewniany rzeźbiony konfesjonał z kluczami św. Piotra – symbolem władzy apostolskiej szafarzy Kościoła pełnionej w imieniu Chrystusa, umieszczone na płaskim stropie kościoła dwa duże malowidła ludowe przedstawiające Jezusa uciszającego żywioły podczas burzy na Jeziorze Genezaret oraz Matkę Bożą Królową Polski, która błogosławi przedstawicielom różnych stanów, ołtarz główny ozdobiony 2 figurami Ewangelistów z 1875 roku wykonany przez Franciszka Jaratka; rzeźby zostały wykonane w Bielsku.